# Robert Henry Codrington
Robert Henry Codrington (* 15. September 1830 in Wroughton, Wiltshire; † 11. September 1922) war ein anglikanischer Priester und Anthropologe, von dem die erste Studie der melanesischen Gesellschaft und Kultur stammt. Seine Arbeit gilt bis heute als ein Klassiker der Ethnographie.

## Werke
- The Melanesians. Oxford 1891

| Personendaten    | Personendaten                      |
| ---------------- | ---------------------------------- |
| NAME             | Codrington, Robert Henry           |
| KURZBESCHREIBUNG | britischer anglikanischer Priester |
| GEBURTSDATUM     | 15. September 1830                 |
| GEBURTSORT       | Wroughton, Wiltshire               |
| STERBEDATUM      | 11. September 1922                 |